# Sarcophila latifrons
Sarcophila latifrons är en tvåvingeart som först beskrevs av Fallen 1817.  Sarcophila latifrons ingår i släktet Sarcophila och familjen köttflugor.
Artens utbredningsområde är Sverige. Arten är reproducerande i Sverige. Inga underarter finns listade i Catalogue of Life.